# Digama africana
Digama africana är en fjärilsart som beskrevs av Swinhoe 1907. Digama africana ingår i släktet Digama och familjen björnspinnare. Inga underarter finns listade i Catalogue of Life.